# Стеблюк Володимир Іванович

Стеблюк Володимир Іванович

Володимир Іванович Стеблюк (*12 серпня 1937) — український учений у галузі обробки металів. Доктор технічних наук, професор. Академік АН ВШ України з 2000 р.

## Біографія
Народився в с. Кашперівка Тетієвського району Київської обл. Закінчив з відзнакою механічний факультет КПІ. Працював в інституті на посадах асистента, доцента, професора кафедри обробки металів тиском. З 1994 р. по 2005 р. — завідувач цієї кафедри. Нині — професор кафедри механіки пластичності матеріалів та ресурсозберігаючих процесів механіко-машинобудівного інституту НТУУ «КПІ».

## Наукова діяльність
Основний науковий напрям — інтенсифікація операцій листового штампування.
Автор 140 наукових робіт та 42 винаходів. Співавтор навчального посібника «Технологія листового штампування».
Підготував 5 кандидатів технічних наук.
Відмінник освіти України, заслужений викладач Національного технічного університету України «Київський політехнічний інститут».

## Праці
- Дослідження процесу розрізання труб одночасним зсувом і крученням на вдосконаленому пристрої [Архівовано 16 листопада 2017 у Wayback Machine.] / В. І. Стеблюк, Д. М. Савченко, Ю. Г. Розов, О. В. Холявік // Вісник НТУУ «КПІ». Машинобудування : збірник наукових праць. – 2010. – № 58. – С. 208–211. – Бібліогр.: 7 назв.
- А-22 Автоматична стрілецька зброя: вчора, сьогодні, завтра: Монографія. // В. І. Стеблюк, Д. Б. Шкарлута, Ю. Г. Розов, Ю. В. Лагно – К.: Вид-во, 2011. – Т.2. – Автомати (штурмові гвинтівки). – 436 с.